# Rydwągi
Rydwągi [rɨdˈvɔnɡi] (deutsch Rudwangen) ist ein Dorf in der polnischen Woiwodschaft Ermland-Masuren. Es gehört zur Gmina Mrągowo (Landgemeinde Sensburg) im Powiat Mrągowski (Kreis Sensburg).

## Geographische Lage
Rydwągi liegt nördlich des Rudwanger Sees (polnisch Jezioro Rydwągi), zwölf Kilometer nördlich der Kreisstadt Mrągowo (deutsch Sensburg).

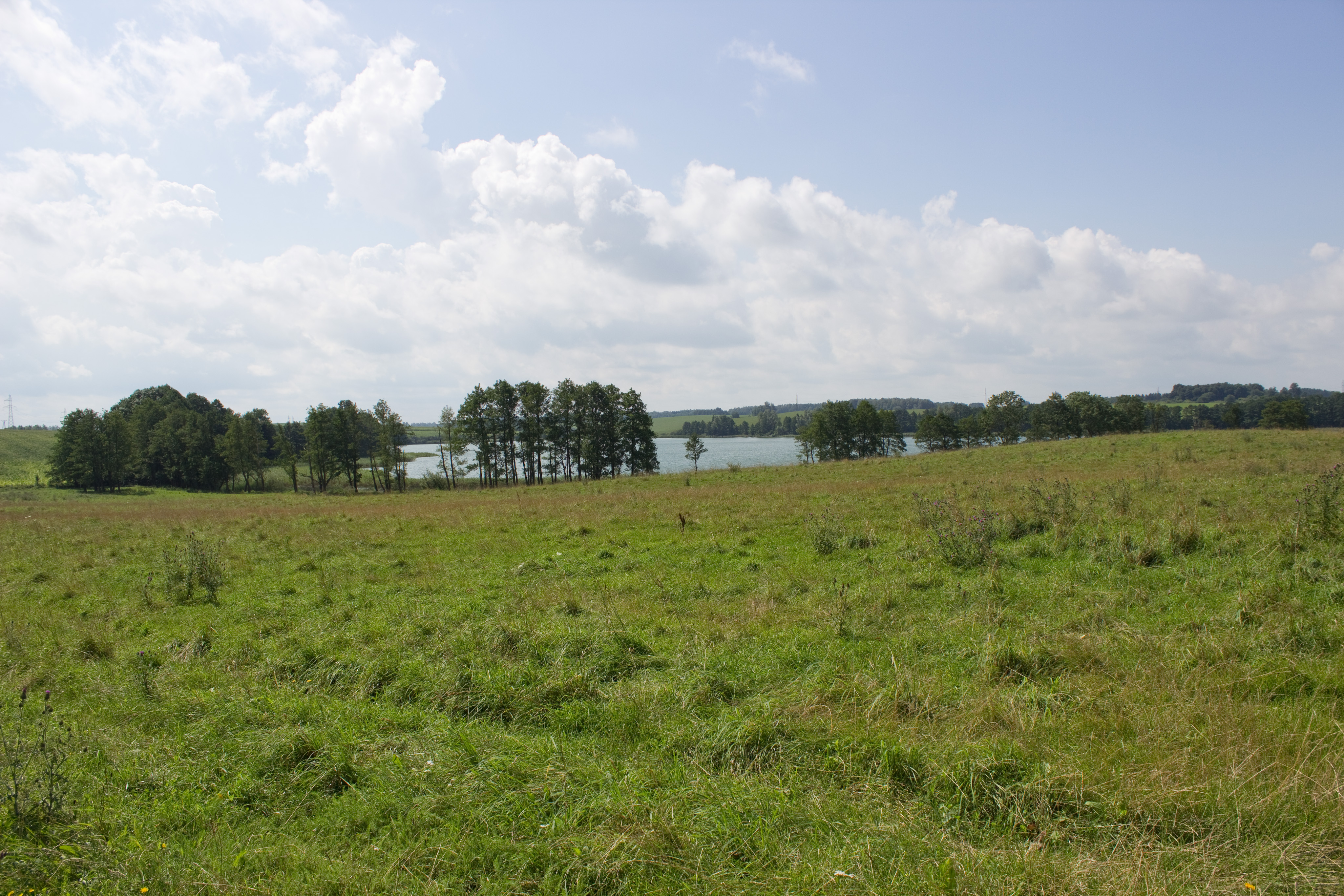
Blick auf den Jezioro Rydwągi (Rudwanger See)

## Geschichte
Das um 1450 Rauwewang, später Rawewang und Ruwewange genannte Dorf wurde 1367 gegründet, als Winrich von Kniprode,  Hochmeister des Deutschen Ordens, drei mal elf Hufen nach Kulmer Recht verschrieb. Rudwangen gilt als das älteste Dorf im Kreis Sensburg.
Von 1874 bis 1945 war das Dorf in den Amtsbezirk Seehesten (polnisch Szestno) eingegliedert, der zum Kreis Sensburg im Regierungsbezirk Gumbinnen (ab 1905: Regierungsbezirk Allenstein) in der preußischen Provinz Ostpreußen gehörte.
Aufgrund der Bestimmungen des Versailler Vertrags stimmte die Bevölkerung in den Volksabstimmungen in Ost- und Westpreussen am 11. Juli 1920 über die weitere staatliche Zugehörigkeit zu Ostpreußen (und damit zu Deutschland) oder den Anschluss an Polen ab. In Rudwangen stimmten 300 Einwohner für den Verbleib bei Ostpreußen, auf Polen entfielen keine Stimmen.
In Kriegsfolge kam Rudwangen 1945 mit dem gesamten südlichen Ostpreußen zu Polen und erhielt die polnische Namensform „Rydwągi“. Heute ist es Sitz eines Schulzenamtes (polnisch Sołectwo) und als solches eine Ortschaft im Verbund der Gmina Mrągowo (Landgemeinde Sensburg) im Powiat Mrągowski (Kreis Sensburg), bis 1998 der Woiwodschaft Olsztyn (Allenstein), seither der Woiwodschaft Ermland-Masuren zugehörig.

### Einwohnerzahlen
| Jahr | Anzahl |
| ---- | ------ |
| 1818 | 192    |
| 1839 | 280    |
| 1867 | 439    |
| 1885 | 401    |
| 1898 | 410    |
| 1905 | 367    |
| 1910 | 329    |
| 1933 | 375    |
| 1939 | 328    |
| 2011 | 353    |

## Kirche
Von den 367 Einwohnern Rudwangens im Jahre 1905 waren 350 evangelischer und 17 katholischer Konfession. Das Dorf war bis 1945 in die evangelische Kirche Seehesten in der Kirchenprovinz Ostpreußen der Kirche der Altpreußischen Union sowie in die katholische Pfarrkirche Wilkendorf (polnisch Wilkowo) im damaligen Bistum Ermland eingepfarrt.
Heute gehört Rydwągi zur evangelischen Pfarrkirche Mrągowo innerhalb der Diözese Masuren der Evangelisch-Augsburgischen Kirche in Polen, außerdem zur Pfarrei in Wilkowo, die jetzt dem Erzbistum Ermland in der polnischen katholischen Kirche zugeordnet ist.

## Verkehr
Rydwągi liegt an der bedeutenden Woiwodschaftsstraße 591, die die Woiwodschaft Ermland-Masuren in Nord-Süd-Richtung durchzieht und die polnisch-russische Grenzregion bei Michałkowo (Langmichels) mit den Gebieten Kętrzyn (Rastenburg) und Mrągowo (Sensburg) verbindet. Außerdem führt eine Nebenstraße von Witomin (Friedrichsberg) nach hier. Eine Anbindung an das Schienennetz besteht nicht.